# 瞬間
瞬間（しゅんかん）とは、ごく短い時間の事である。何か物事が起こってその直後の物事までの時間を測定できないくらいの間。

## 哲学における瞬間
瞬間を初めて定義したのは古代ギリシアの哲学者、プラトンだった。そもそも運動をはじめとする変化を全て否定する説を唱えていたパルメニデスの弟子のゼノンは師の教えの証明に際して、瞬間を奇妙な物と感じ取り、ゼノンのパラドックスにおいて矢の運動を例示し、飛んでいる矢は瞬間ごとに静止するため運動することができないとした。これに対しプラトンは運動から静止あるいはその逆の変化の間に奇妙な物として時間の中に存在しない瞬間が存在し、そこで運動から静止への変化が起こると考え、これを定義した。この時、プラトンは時間は瞬間の自己限定として決まるともしている。

## キリスト教における瞬間
キリスト教において瞬間とは神との出会いに信仰によって応答する時点の事である。キルケゴールはプラトンの学説を元に永遠と時間の触れ合いによって生じる二義的な物として捉え、人間は神の前に立つ時単独者として罪の意識に苦しむこととなり、永遠の聖なる世界から降りて来る福音を受容する時こそが真の瞬間であるとした。また、瞬間が訪れるのは人が非存在から存在へと移行する境界であるとも考えた。なお、ブルトマンもこの考え方を用いている。

## 工学における瞬間
工学的には、前後関係だけを確かめるのが目的の場合など時間の差を式に代入しても有効な値の変化がないような時間。過渡現象が、システムに影響を与えるほど大きくない場合を含む。

## 物理的な瞬間
光子が光速でプランク長を移動するのにかかる時間であり、なんらかの物理的意味を持ちうる最小の時間単位をプランク時間という。

## 参考資料
- ブリタニカ国際大百科事典（TBSブリタニカ）
- https://hiokadayor.exblog.jp/6598446/
- http://www.bekkoame.ne.jp/~topos/steiner/umriss/umriss17.html